# Daman (Népal)
Pour les articles homonymes, voir Daman.
Daman (en népalais : दामन) est un ancien comité de développement villageois du Népal situé dans le district de Makwanpur. Au recensement de 2011, il comptait 8 439 habitants.
En 2014, il est supprimé et fusionné avec Bajrabarahi et Palung pour former la municipalité de Thaha.